# Lissoclinum taratara
Lissoclinum taratara är en sjöpungsart som beskrevs av Monniot 1987. Lissoclinum taratara ingår i släktet Lissoclinum och familjen Didemnidae. Inga underarter finns listade i Catalogue of Life.